# SWM Silver Vase
La Silver Vase era una motocicletta prodotta dalla SWM, spinta da motori da 50 a 255 cm³ a due tempi. Il nome deriva dalla vittoria del Vaso d'Argento (Silver Vase in inglese) alla Sei Giorni 1975, disputatasi sull'Isola di Man.
I motori, di costruzione Sachs, erano privi di miscelatore e venivano alimentati e lubrificati tramite una miscela al 2,5%. Le cilindrate disponibili erano: 50, 100, 125, 175, 250 e 255. 50 e 100 erano disponibili con cambio a 6 marce; 125 e 175 erano disponibili con cambio a 6 o 7 rapporti; 250 e 255 solo con il 7 marce.
Questa moto non fu molto apprezzata, anche per via dei nuovi motori Sachs a sette marce, che si dimostrarono fonte di diversi problemi, tanto da spingere la Casa di Rivolta d'Adda a rompere i rapporti con la Sachs e a passare ai motori austriaci Rotax.